# Crash Bandicoot N. Sane Trilogy
Crash Bandicoot N. Sane Trilogy é uma compilação de jogos eletrônicos desenvolvida pela Vicarious Visions e publicada pela Activision. O jogo é uma remasterização dos três primeiros jogos da série Crash Bandicoot; Crash Bandicoot, Crash Bandicoot 2: Cortex Strikes Back e Crash Bandicoot 3: Warped, que foram originalmente desenvolvidos pela Naughty Dog para o PlayStation nos anos 90. O jogo foi lançado inicialmente para PlayStation 4 em 30 de junho de 2017, e posteriormente para Microsoft Windows, Nintendo Switch e Xbox One em 29 de junho de 2018.

## Resumo
Crash Bandicoot N.Sane Trilogy é um remake dos três primeiros jogos da série Crash Bandicoot: Crash Bandicoot, Cortex Strikes Back, e Warped. Como nos jogos originais, Crash utiliza técnicas de giro e salto para derrotar inimigos, quebrar caixas e coletar itens, como Frutas Wumpa, vidas extras e máscaras Aku Aku.
A trilogia é descrita pelos desenvolvedores da Vicarious Visions como um "remaster plus", com os desenvolvedores reconstruindo o mecanismo do jogo a partir do zero com base na geometria de nível original da Naughty Dog. A trilogia adiciona novos recursos em todos os três jogos, incluindo checkpoints unificados, menus de pausa e sistemas de salvamento, incluindo salvamento manual e automático, além do modo Time Trial (Contrarrelógio) nos dois primeiros (antes ele só era disponível em Warped). O jogo também possui alta definição com resolução 4K e áudio remasterizado.
O jogo por alguns meses foi oficialmente exclusivo de PlayStation 4, porém rumores sobre uma possível exclusividade temporária não paravam de surgir. A PlayStation Irlanda chegou a afirmar que a coleção de remakes seria lançada primeiro para o PS4, dando a entender que o jogo poderia chegar sim para outras plataformas futuramente. Em 31 de julho de 2017, Kara Visa, ilustradora na Vicarious Visions que trabalhou em séries como Skylanders e nesta N.Sane Trilogy, compartilhou (depois removeu) imagens da interface de utilizador com ícones dos botões Xbox One.
Finalmente, em 08 de março de 2018 o jogo foi oficialmente anunciado para Xbox One, Nintendo Switch e PC, através da plataforma Steam.
Em 2019, a Activision divulgou as suas rendas de 2018, e dentre essas rendas, o jogo se destacou e chegou a vender 10 milhões de cópias em todo o mundo, fazendo ele ser o jogo mais vendido da série Crash Bandicoot, e um dos mais vendidos do PlayStation 4.

## Desenvolvimento
Em 2011, o CEO da Activision, Eric Hirshberg, disse: "Não tenho nada oficial para anunciar, mas eu posso falar como um indivíduo, eu amo Crash Bandicoot. Esses foram alguns dos meus jogos favoritos crescentes. E eu queria uma maneira de trazê-lo de volta, se pudéssemos". Em 2012, o cocriador da série, Andy Gavin disse que ele gostaria de ver uma versão em alta definição dos quatro primeiro jogos. No mesmo ano, o co-criador Jason Rubin disse que tinha esperança que a Activision poderia "Trazer Crash de volta a seus dias de glória em que o personagem ainda era muito querido pelos fãs entre 18-49 anos". Em 2013, um novo design de Crash Bandicoot foi visto em um estúdio de fotografia da Vicarious Visions, levantando rumores de que um novo jogo poderia estar em desenvolvimento, embora isso tenha sido mais tarde confirmado como arte conceitual de um jogo de Crash Bandicoot cancelado.
Em junho de 2013, Andy Gavin sugeriu formas de revitalizar a série: "Crash precisa uma recomeço total. Há uma oportunidade para reiniciar a história, e retornar para a sua criação e história do conflito original com Cortex. Nesse contexto, você poderia repetir o Crash 1 e 2 com suas configurações e vilões. Faria sentido usar um estilo mais moderno e livre de roaming. Eu iria me concentrar em uma animação com a ação de Looney Tunes e realmente viciante. Isso é o que nós fizemos com o Crash original, e não há nenhuma razão pela qual não poderia ser feito hoje. Dado os jogos atuais do Crash, as pessoas esqueceram que ele já foi legal. Nosso Crash tinha alguma vantagem lunática para ele. Com certeza, ele era pateta, mas não era burro".
Em novembro de 2013, começaram a circular rumores de que a Sony Computer Entertainment comprou os direitos de franquia da Activision. A especulação ganhou força após o lançamento de uma campanha de mídia social, mostrando uma placa com sinal de um bandicoot, e uma seta apontando para o logotipo laranja da Sony. No entanto, um representante da Activision disse à Game Informer que "Activision ainda tem Crash Bandicoot e ainda continua explorando formas em que podemos trazer essa querida série de volta à vida".
Em julho de 2014, o CEO da Sony Computer Entertainment, Andrew House, revelou que reviver a série Crash Bandicoot era algo que eles estavam pensando, dizendo que "nunca estava fora dos planos" e Naughty Dog revelou também através de uma entrevista da IGN a possibilidade de reviver ambos as séries de Crash Bandicoot e também Jak & Daxter. Em janeiro de 2015, Josh Scherr da Naughty Dog disse em entrevista à Game Informer que a Naughty Dog não está trabalhando em nenhuma das séries, e não tem a intenção de trazê-las de volta à vida. Apesar disso, o co-presidente da Naughty Dog, Evan Wells, disse que a empresa adoraria voltar com Crash Bandicoot, mas isso não era viável naquele momento.
Em 5 de dezembro de 2015, rumores de um possível retorno de Crash Bandicoot voltaram novamente quando o presidente da SIE Worldwide Studios, Shawn Layden, apareceu no palco da PlayStation Experience com uma camiseta do Crash Bandicoot. Layden, no entanto, nunca mencionou a série no evento. Em fevereiro de 2016, um novo jogo do Crash parecia estar sendo feito, quando o Diretor de Produtos da NECA, Randy Falk, disse em uma entrevista que a empresa tinha "muitas coisas acontecendo com a Sony" antes de mencionar que "Eu vejo que eles estão trazendo Crash Bandicoot de volta, então há ótimas coisas lá". No entanto, um representante da NECA esclareceu mais tarde para a GameSpot que com os comentários de Falk foram mal compreendidos, e que ele estava apenas falando de um retorno hipotético da série depois de ver uma arte de Crash feito por um fã pouco antes de ser entrevistado.
Em maio de 2016, uma referência de Crash Bandicoot foi descoberta no jogo Uncharted 4: A Thief's End da Naughty Dog, em que o protagonista Nathan Drake é visto jogando em um nível do Crash Bandicoot original, aumentando ainda mais o rumor de que um retorno para a série era iminente. Lex Lang também sugeriu que ele tinha sido convidado para voltar ao seu papel como ator de voz do Dr. Neo Cortex. No entanto, os rumores e especulações foram descarrilhados quando o vice-presidente de relações com editoras, Adam Boyes, confirmou no Twitter que a Activision ainda detinha os direitos da franquia, e Lang esclareceu que não estava provocando um revival de Crash Bandicoot, e que não havia sido convidado a retornar para a série, mas estaria aberto a potencialmente emprestar sua voz para um novo jogo do Crash no futuro.
Na E3 2016, foi anunciado que Crash Bandicoot faria seu retorno como um personagem jogável no jogo da Activision, Skylanders: Imaginators, marcando sua primeira aparição em um jogo desde Crash Bandicoot Nitro Kart 2 em 2010. Também foi anunciado que os três primeiros jogos serão remasterizado para o PlayStation 4 para o 20º aniversário de Crash Bandicoot em uma parceria entre a Sony e Activision. Os remasters estão sendo desenvolvido pela Vicarious Visions, a equipe por trás de Skylanders e que anteriormente desenvolveu Crash Nitro Kart (2003), bem como os jogos de Crash Bandicoot para Game Boy Advance. Em julho de 2016, o chefe europeu da PlayStation, Jim Ryan, deu a entender que as remasterizações poderiam levar a novos jogos originais de Crash Bandicoot no futuro.
O nome do título foi revelado como Crash Bandicoot N. Sane Trilogy na evento da PlayStation Experience no dia 3 de dezembro de 2016, que também revelou sua data de lançamento para 2017. Vicarious Visions utilizou o termo "remaster plus" ao descrever se o N. Sane Trilogy era uma remasterização ou um remake. Eles disseram que não consideram um remake, porque eles não "refizeram totalmente" os jogos originais, mas usaram a geometria de nível original da Naughty Dog para reconstruir a jogabilidade a partir do zero. Como os níveis estavam ligados, eles também adicionaram sua própria arte, animação e áudio. Em fevereiro de 2017, a Activision anunciou que o jogo seria lançado dia 30 de junho de 2017. Um concurso que terminou no início de abril de 2017, permitiu que os fãs apresentassem ideias para animações de ficar parado para ser implementada no jogo. A ideia ganhadora foi "Wumpa Volley", apresentada pelos britânicos Simon Davidian e Kirsty Capes, revelada no dia 4 de maio de 2017.